# Жакоб, Франсуа
Франсуа́ Жако́б (фр. François Jacob; 17 июня 1920, Нанси — 19 апреля 2013, Париж) — французский микробиолог и генетик, нобелевский лауреат (1965). Член Французской академии (1996), иностранный член Национальной академии наук США (1969) и Лондонского королевского общества (1973).

## Жизнь и научная карьера

### Молодые годы
Франсуа Жакоб родился в Нанси, единственный сын в еврейской семье. Его отец, Симон Жакоб, был торговцем; мать, Тереза Франк (фр. Thérèse Franck, ум. 1940), занималась хозяйством. Дед по матери, Альбер Франк (1868—1936), был первым евреем во французской армии, достигшим чина генерала.
Своё детство Жакоб провёл в Париже, обучаясь в лицее Карно. Во время учёбы он не обнаружил выраженной склонности к какой-либо профессии: его решение поступить на медицинский факультет в Париже с целью стать хирургом, было следствием восхищения своим дядей, который был известным врачом.
Его жизнь кардинально изменилась в 1940 году. У матери Жакоба был диагностирован рак, и она умерла за несколько дней до того, как немецкие войска вошли в Париж. После этого Жакоб покинул Париж, отправился в Англию и присоединился к Силам Свободной Франции, недавно организованным Шарлем де Голлем. Хотя Жакоб хотел воевать с немцами, ввиду его двухлетнего медицинского обучения было решено, что он будет участвовать в качестве медицинского работника. Следующие 4 года Жакоб провел в Чаде, Тунисе и Ливии, где участвовал в боях против войск Роммеля. Он присоединился ко второй танковой дивизии под командованием Леклерка и был тяжело ранен в августе 1944 года в Нормандии в то время, когда оказывал помощь раненому товарищу. Последние месяцы войны Жакоб лечился в госпитале Валь-де-Грас в Париже.
После войны он завершил свое медицинское образование, и в 1947 году защитил докторскую диссертацию в Париже. Однако травмы, полученные Жакобом во время войны, помешали ему стать хирургом. Прежде чем обратиться к биологии, он работал в различных областях. В частности, Жакоб принял участие в послевоенном проекте по производству антибиотиков во Франции. В это время он много узнал о микробиологии, провел свои первые эксперименты и посетил научные конгрессы. Беседа с двоюродным братом Гербертом Марковичем, который работал в лаборатории, убедила его в том, что ещё не поздно заняться биологическими исследованиями. В результате Жакоб был допущен на курс, организованный Институтом Пастера, и обратился к Андре Львову с просьбой принять его в свою лабораторию.
В то время Львов занимался исследованиями лизогении. Лизогения была «странным» явлением, при котором бактериальный вирус, бактериофаг, заражал бактерию, но, прежде чем её лизировать, «хранил молчание» внутри неё в течение многих поколений (бактериофаг встраивает свой геном в геном бактерии и удваивается при каждом делении бактериальной клетки). В 1950 году вместе с Луи Симиновичем и Нильсом Кьельдгаардом Львов нашел способ индуцировать производство бактериофагов в лизогенной бактерии и вызвать её лизис, облучая бактерию ультрафиолетом или добавляя различные химические соединения. Данное открытие дало возможность экспериментального изучения этого явления. Жакоб был принят в лабораторию Львова именно для того, чтобы начать использование экспериментальной системы, лежащей в основе метода.

### Работа над лизогенией
В первые 4 года происходило ознакомление Жакоба со сложной экспериментальной системой. Описание иммунитета лизогенной бактерии к дальнейшей инфекции от того же бактериофага стало источником концепции репрессора. Жакоб принял понятие профага, предложенное Львовым для описания «молчащего состояния» бактериофага, и заявил, что центральными нерешенными проблемами являются природа и положение этого профага в лизогенной бактерии. Как и Львов, он проводил параллель между индукцией профага и развитием рака, который также может возникнуть в результате активации «провируса». Эта «лизогенная модель» имела огромное влияние на исследователей рака вплоть до 1970-х годов. Вопрос о происхождении и природе рака оставался центральным для Жакоба на протяжении всей его научной жизни. Ещё в 1951 году изучение зависимости лизогении от метаболического состояния бактериальной клетки привело Жакоба к исследованию того, была ли ферментативная адаптация изменена индукцией профага, что предвосхитило более позднюю конвергенцию двух направлений исследований. Результатом работы этого периода стала докторская диссертация на тему «Лизогенные бактерии и концепция провирусов», защищённая Жакобом в 1954 году в Сорбонне.

### Точное механистическое описание конъюгации
Вторым шагом в карьере Жакоба стало его сотрудничество с Эли Уоллманом. Жакоб и Уоллман подтвердили наблюдения Джошуа Ледерберга о том, что профаг λ и ген, ответственный за превращение галактозы, были генетически связаны. Они смогли описать механизмы генетического обмена между бактериями — конъюгацию — феномен, который до сих пор оставался неясным. Учёные показали, что в конъюгации гены бактерии-донора в том же порядке постепенно передаются бактерии-реципиенту. Жакоб и Уоллман также открыли новое явление, названное «зиготической индукцией»: когда лизогенная бактерия конъюгирована с нелизогенной, бактерия-реципиент быстро лизируется после получения профага от бактерии-донора. Данный эксперимент подтвердил, что развитию профага в исходной бактерии препятствовал ингибитор, присутствующий в лизогенной бактерии. Позже было показано, что этот ингибитор контролируется геном cI самого бактериофага.
Жакоб и Уоллман показали, что в разных штаммах Hfr перенос бактериальной хромосомы инициируется в различных положениях этой хромосомы. Единственно возможная интерпретация данного явления заключалась в том, что бактериальная хромосома является круговой и что перенос хромосомы инициируется в точке, в которой находится половой фактор (F). Половой фактор, симбиотические бактериофаги, участвующие в лизогении, и генетические элементы, позволяющие производить колицины — токсины, вырабатываемые одним штаммом бактерий против другого штамма, — все они обладали способностью к независимой репликации в клетке или прикреплению к бактериальной хромосоме и репликации вместе с ней. Все эти объекты были названы «эписомами». В книге, опубликованной на французском языке в 1959 году, они выдвинули гипотезу о том, что эписомы могут быть ответственны за изменения в экспрессии генов, наблюдаемые при дифференцировке и развитии, посредством их встраивания в разные места хромосом высших организмов.

### Модель оперона и Нобелевская премия
Кардинально иная модель регуляции генов возникла в результате работы, начатой Жакобом и Жаком Моно в 1957 году. Первоначально планировалось провести эксперименты для определения местоположения и описания ряда мутаций, которые Моно и его сотрудники обнаружили в лактозной системе: мутации z-, предотвращающие синтез β-галактозидазы, основного фермента, расщепляющего лактозу; мутации y-, влияющие на пермеазу, белок, который позволяет лактозе проникать в бактериальную клетку, и мутации i-, которые были связаны с непрерывной экспрессией β-галактозидазы и пермеазы даже в отсутствие лактозы. Результаты серии экспериментов, проведенных с американским исследователем Артуром Парди, были особенно показательными: когда z+ i+ бактерии скрещивались с z− i− бактериями, β-галактозидаза синтезировалась с максимальной скоростью, как только ген z попадал в бактерию-реципиент, но в отсутствие лактозы синтез прекращался через некоторое время. Интерпретация этих результатов привела к двум основным гипотезам, которые лежат в основе модели оперона. Существовавшие ранее рибосомы клеток-реципиентов (рибосомы не передаются посредством конъюгации) сами по себе не могли влиять на природу синтезируемых на них белков: возникло предположение о том, что между ДНК и белками должен быть быстро продуцируемый промежуточный продукт, X. Замедленное выключение синтеза β-галактозидазы привело к гипотезе о том, что продукт гена i является ингибитором, изначально отсутствующим в цитоплазме клеток-реципиентов и постепенно накапливающимся в них.
Главный шаг к разработке модели оперона был сделан, когда Жакоб понял, что в основе контроля лизогении и индукции лактозой могут лежать одни и те же механизмы. Во время исследований Жакоба попросили прочитать престижную лекцию Харви о работе, которую он проделал в области лизогении, но, поскольку он тогда был вовлечен с Моно в новую серию экспериментов с системой лактозы, он попытался связать эти два исследования, чтобы иметь возможность рассказать о своих текущих исследованиях. Поэтому подготовка этой лекции стала серьёзным стимулом для поиска и обнаружения сходства между двумя системами. Это привело к постоянному обмену идеями между Жакобом и Моно и 3-летнему тесному сотрудничеству. Лактозная система была более доступной для биохимических экспериментов, но многие мутации были описаны для λ-системы. Эти мутации можно было по-новому интерпретировать в рамках модели, предложенной для лактозной системы, и укрепить данную модель. Все результаты и гипотезы были собраны в статье, опубликованной в Journal of Molecular Biology в 1961 г. X стал РНК-мессенджером: отождествление X с короткоживущей РНК было сделано Фрэнсисом Криком и Сидни Бреннером во время дискуссии с Жакобом, которая состоялась в Кембридже в 1960 г. Экспериментальная демонстрация существования и природы X была осуществлена несколькими месяцами позже Жакобом и Бреннером в лаборатории Мэтью Мезельсона. В модели оперона репрессор, контролируемый регуляторным геном, блокирует инициацию транскрипции путем связывания с хромосомой в положениях перед различными генами, образующими оперон. Индуктор может восстанавливать ингибирующее действие репрессора, что приводит к синтезу одной уникальной матричной РНК для всех генов, образующих оперон.
В 1965 году Жакоб, Львов и Жак Моно получили Нобелевскую премию по физиологии и медицине «за открытия, касающиеся генетического контроля синтеза ферментов и вирусов», а именно за описание первой молекулярной модели регуляции генов — модели оперона.
Как и структура ДНК с двойной спиралью, модель оперона остается центральной в современной биологии. Это связано с двумя её основными положениями: 1) активность гена регулируется белками, которые связываются с ДНК; 2) инициация транскрипции является основным моментом контроля экспрессии генов.

### Переходный период
Между 1960 и 1970 годами Жакоб применял объяснительную силу модели оперона на микроорганизмах и тщательно готовился к дальнейшему переходу к изучению высших организмов и их развития.
Вместе с Моно и Жан-Пьером Шанжё Жакоб разработал аллостерическую модель. Когда стало понятно, что репрессор — это не РНК, как предполагалось изначально, а белок, репрессор оказался прекрасным примером аллостерического белка, то есть белка, имеющего структурно различные сайты связывания для разных лигандов. После того, как феноменологическое описание этих аллостерических белков было завершено, Жакоб не присоединился к Моно и Шанжё в разработке теории аллостерии. Вместо этого вместе с Бреннером и Франсуа Кузеном, он предложил в 1963 году модель репликона, ставшую результатом исправления модели оперона в попытке объяснения контроля репликации ДНК у бактерий. Менее заметная, чем модель оперона, модель репликона также имела долгую жизнь, направляя в последующие десятилетия усилия исследователей, работающих над проблемой репликации ДНК.

### Развитие высших организмов
Затем Жакоб переключился на изучение механизмов, контролирующих развитие высших организмов. В качестве модели для исследования Жакоб выбрал мышь. Это произошло по трём причинам. Во-первых, те, с кем Жакоб до сих пор сотрудничал, уже использовали некоторые интересные возможности (Моно продолжил изучение бактерий, Андре Львов перешёл к изучению вирусов животных и рака, Бреннер принял в качестве модели нематод, а Сеймур Бензер решил изучить развитие и поведение дрозофилы), и это ограничило выбор Жакоба. Вторая причина выбора мыши в качестве модели заключалась в возможности сочетания биохимического и генетического подходов. Многие другие знакомые эмбриологам организмы не давали такой возможности. И, наконец, Жакоб желал остаться в Институте Пастера, который с момента своего основания был посвящен здоровью человека, а мыши были хорошей системой для изучения болезней человека.
Открытие различных линий клеток эмбриональной карциномы (ЭК), полученных из опухолей гонад (тератокарциномы) Борисом Эфрусси окончательно утвердило Жакоба в его выборе. Обладая многими характеристиками клеток ранних эмбрионов мыши, клеточные линии ЭК открыли возможность доступа к большому количеству материала для исследования.
Для исследования Жакоб разработал двойную экспериментальную стратегию. Первый подход заключался в наблюдении за ранним эмбрионом мыши и манипулировании им в пробирке. Второй состоял в том, чтобы посредством клеточных линий ЭК получить доступ к макромолекулам, вовлеченным в ранние стадии развития. Мембранные белки были мишенью, потому что многие исследования, проведенные в те же годы, выявили их важность в контроле межклеточных взаимодействий и дифференцировки клеток, а также по той причине, что Жакоб лично убедился в важности мембран ещё во время его работы над репликоном. Эксперименты состояли в получении антисыворотки против мембранных белков, экспрессируемых на ранней стадии развития, и в тестировании действия этих антисывороток на раннее развитие мышей. При обнаружении какого-либо эффекта на следующем этапе необходимо было описать мембранные белки, которые являются мишенью антисыворотки.
В результате исследований выяснилось, что антисыворотка, полученная против клеточной линии F9 ЭК, распознала мембранный белок, экспрессируемый в высокой степени на стадии морулы. Её добавление предотвращало уплотнение эмбриона на этой стадии морулы и образование бластоцисты. Белок, распознаваемый этой антисывороткой и, вероятно, участвующий в уплотнении, был назван «F9-антиген», а позже «увоморулин».
Работа приобрела иное значение, когда данный результат был связан с предыдущим наблюдением того, что мутация так называемого Т-комплекса блокирует ту же самую стадию. Считалось, что это псевдоаллельный комплекс, образованный последовательными дупликациями предкового гена и прогрессирующей дивергенцией различных копий в результате мутации, участвующий в раннем развитии мышей (и млекопитающих). Жакоб был убежден, что разработанная им экспериментальная стратегия позволит быстро охарактеризовать мембранные белки, кодируемые Т-комплексом.
Однако иммунологические эксперименты, которые установили связь между Т-комплексом и F9-антигеном, подверглись критике, и результаты не были воспроизведены. Сам Т-комплекс исчез: его существование оказалось иллюзией, возникшей в результате хромосомной перестройки и, как следствие, отсутствия рекомбинации. Напряжённое исследование увоморулина с использованием новых инструментов генной инженерии привело к его идентификации с кадгерином-Е, членом семейства белков, участвующих в клеточной адгезии.
В начале 1980-х годов новые возможности, реализуемые с помощью инструментов генной инженерии, ориентировали лабораторию Жакоба в трех направлениях: на изучение клеточных линий путем встраивания конструкций ДНК, содержащих репортерные гены, в ранние клетки эмбриона; на разработку антисмысловых стратегий для изменения экспрессии генов в клетках ЭК; а также на изучение профиля экспрессии и последующей инактивации гомеозисных генов, роль которых в развитии была выявлена первоначальным исследованием на дрозофилах, а также доказательством их сохранения в эволюции.

### Понятие «tinkering»
Одним из последних, но, возможно, наиболее значительных достижений Жакоба во второй половине его научной жизни стало введение понятия «tinkering» (возможно, синонимом данного понятия, в некотором смысле, является «бриколаж»). В процессе эволюции организмы не создают нечто новое ex nihilo (из ничего), а перекомпоновывают уже существующие структуры для создания новых функциональных модулей. Жакоб осознал важность подобной переделки из сравнения последовательностей белков — он обнаружил, что известные нам белки представляют собой комбинации более коротких фрагментов, и что некоторые белки приобретают новую функцию в процессе эволюции. В 1977 г. в своей статье, опубликованной в журнале «Science», Жакоб распространил действие эволюции на другие уровни организации. Он был не первым биологом, сравнившим действие эволюции с деятельностью неумелого работника («thinkerer»): Дарвин уже использовал эту метафору. Но в отличие от Дарвина, Жакоб подчёркивает негативную сторону метафоры, связывая эту перекомпоновку фрагментов («thinkering») с несовершенством организмов.
Франсуа Жакоб скончался 20 апреля 2013 года в Париже.

## Жакоб как писатель

### Противостояние Жакоба «двум культурам»
В 1970-м году Жакоб опубликовал свою книгу «Логика жизни: история наследственности». В ней учёный изложил недавние достижения биологии, включив их в длинную историю прогрессивного описания различных уровней организации, существующих в организмах. Книга Жакоба была единодушно оценена историками: на её написание оказали глубокое влияние провозвестники нового способа написания истории науки, такие как Томас Кун и Мишель Фуко.
Жакоб опубликовал и две другие исторические и философские книги: «Возможное и реальное» в 1981 году и «О мухах, мышах и людях» в 1997 году. Эти книги нелегко отнести к определённому типу. Они включают в себя описание недавних преобразований биологических моделей — например, объяснение понятия «thinkering», — а также размышления о природе научного знания, о том, что отличает его от других форм знания и придает ему уникальную ценность; обсуждение этических вопросов, возникших в результате последних событий, таких как надежды и угрозы, связанные с генетикой.
Подобное смешение лежит и в основе его автобиографии «Статуя внутри». Жакоба единодушно хвалили за его стиль, и эта книга открыла ему двери Французской академии литературы. Его книга содержит яркое и проницательное описание работы, которая принесла ему Нобелевскую премию 1965 года. Но это описание составляет лишь треть книги, большая же часть посвящена детству и военным годам учёного.
Cмешанный характер его сочинений показывает, что исторические и философские размышления Жакоба о науке и, в частности о биологии, неотделимы от научной деятельности. Они являются и должны быть её частью. Все произведения Жакоба направлены против различия между двумя культурами, предложенного Чарльзом Перси Сноу. Жакоб не отрицал существования этих двух культур, скорее он был против тех, кто аргументировал это неизбежностью и даже необходимостью. Философия и литература, по его мнению, — не запретные и даже нужные для ученых области знания.
Заслуга Жакоба в области истории и философии науки заключалась в том, что он учёл зависимость научных теорий от времени, в которое они создаются. Научное знание — это совокупность представлений о мире, созданная путем рекомбинации (переделки, «tinkering») элементов, заимствованных из предыдущих моделей и из культуры, в которой развивается наука. Но ценность научных знаний уникальна, потому что эти представления перед тем, как быть приняты, просеиваются через сито экспериментов и критик со стороны других учёных.
Жакоб также потратил много времени, отстаивая роль и значение фундаментальных исследований. Учёный не отрицал ценности прикладных исследований: например, он регулярно пытался получить из своей работы модели для понимания рака и борьбы с ним. Но на собственном опыте Жакоб убедился, что фундаментальные исследования, скорее всего, приведут к новым и неожиданным разработкам и приложениям.

### Этика и наука
Важная часть работ Жакоба была посвящена этическим вопросам, возникшим в связи с развитием науки. Для Жакоба этика в науке является результатом проявленной каждым учёным личной инициативы. Жакоб также стремился предотвратить использование генетических результатов для различения человеческих популяций и людей. Во Французской академии наук он активно поддерживал ученых, преследуемых в некоторых странах по политическим или идеологическим причинам. Он никогда не отказывался от участия в радио- или телешоу для обсуждения вопросов, которые он считал важными с этической и социальной точек зрения.

## Другие факты из биографии
С октября 2007 года по октябрь 2011 года занимал пост канцлера ордена Освобождения.
В 1992 году подписал «Предупреждение человечеству».

## Основные труды
- 1954: докторская диссертация Les Bactéries lysogènes et la Notion de provirus («Лизогенные бактерии и понятие провирусов»), Elsevier Masson[фр.].
- 1961: (совместно с Эли Уоллманом) Sexuality and the genetics of bacteria, New York: Academic Press.
- 1973: The logic of life: a history of heredity[фр.] («Логика жизни: история наследственности»), Princeton, NJ: Princeton University Press.
- 1982: «The possible and the actual» («Возможное и действительное»), Seattle, WA: University of Washington Press.
- 1988: «The statue within: an autobiography» («Статуя внутри»), New York: Basic Books. (Автобиография)
- 1999: «Of flies, mice and men» («Мухи, мыши и люди»), Cambridge, MA: Harvard University Press.

## Семья
- Жена (с 1947) — пианистка Лизе Блох (фр. Lysiane (Lise) Bloch).
  - Сыновья — философ Пьер Жакоб (род. 1949), биолог Лорен Жакоб (род. 1952) и Анри Жакоб (род. 1954).
  - Дочь — издатель Одиль Жакоб (Odile Jacob, род. 1954).
- Вторым браком (1999) был женат на враче Женевьев Баррье (фр. Geneviève Barrier).

## Почести и награды
Франсуа Жакоб был удостоен следующих французских научных премий и других наград (не только научных):
- Mendel Medal, Genetics Society[англ.] (1962)
- Grand Prix Charles-Leopold Mayer[англ.] (1962)
- Большая золотая медаль SEP (1967)
- Силлимановская лекция (1975)
- Sir Hans Krebs Medal[англ.] (1982)
- Lewis Thomas Prize[англ.] (1994)
- Большой крест ордена Почётного легиона
- Компаньон ордена Освобождения
- Великий офицер ордена «За заслуги»
- Военный крест с пальмовой ветвью
- Колониальная медаль

Жакоб являлся членом таких организаций как:
1977 — Академия наук в Париже,
1996 — Французская академия наук в Париже.
Он также являлся иностранным членом следующих организаций:
1962 — Датская королевская академия искусств и наук,
1964 — Американская академия искусств и наук,
1969 — Национальная академия наук США,
1969 — Американское философское общество,
1973 — Лондонское королевское общество,
1973 — Королевская медицинская академия Бельгии,
1986 — Венгерская академия наук,
1987 — Королевская академия наук в Мадриде.
Учёный получил почетные степени нескольких университетов. Его приглашали прочесть лекцию Харви (Нью-Йорк, 1958 г.) и лекцию Данхэма (Гарвард, 1964 г.).